# Grisebachianthus
Genre
Grisebachianthus est un genre de plantes à fleur dans la famille des Astéracées.

## Liste des espèces
Selon Catalogue of Life (24 juillet 2017) :
- Grisebachianthus carsticola (Borh. & Muniz) R. King & H. Rob.
- Grisebachianthus hypoleucus (Griseb.) R. King & H. Rob.
- Grisebachianthus lantanifolius (Griseb.) R. King & H. Rob.
- Grisebachianthus libanotica (Sch. Bip.) R. King & H. Rob.
- Grisebachianthus mayarensis (Alain) R. King & H. Rob.
- Grisebachianthus nipensis (B.L. Rob.) R. King & H. Rob.
- Grisebachianthus plucheoides (Griseb.) R. King & H. Rob.